# Apalachicola (fleuve)
Pour la localité, voir Apalachicola.
L'Apalachicola (en anglais Apalachicola River) est un fleuve d'environ 180 km de long qui coule en Floride, au Sud-Est des États-Unis, et qui se jette dans le golfe du Mexique.

## Présentation
Son bassin versant s'étend sur quelque 50 500 km2. Son nom vient d'une tribu amérindienne, les Apalachicolas. Il naît de la confluence de la rivière Flint et de la rivière Chattahoochee au lac Séminole, à la frontière des États de Géorgie de Floride.